# Вулиця Галицька (Винники)
Ву́лиця Га́лицька — головна вулиця міста Винники Львівської області. Бере початок при в'їзді у місто з боку Львова та прямує у східному напрямку до Кільцевої дороги міста. Вулицею проходить М09. Через Винники по вулиці Галицькій іде дорога на Золочів та Тернопіль. Довжина вулиці біля 2,3 км. До 1991 року — вул. Леніна.
До вул. Галицької з парного боку прилучаються вул. Крушельницької, вул. Шевченка, вул. Теліги, вул. Замкова, вул. Франка, вул. Яворницького, вул. Космонавтів, вул. Шептицького, а з непарного боку — вул. Левицького, вул. Івасюка, вул. Піддубного, вул. Нестора Літописця, вул. Сухомлинського, вул. Академіка Сахарова, вул. Ціолковського.

## Історія
Ще у XIII столітті за часів Ледва Даниловича у Винниках з'явились перші німецькі поселення. Лев подарував Винники німецькій родині Штехерів. Перший війт Львова за часів Лева Даниловича, Бертольд Штехер, став першим відомим володарем Винник. 22 серпня 1352 року польський король Казимир III Великий своїм привілеєм підтвердив право нащадків Бертольда Штехера на володіння винниківськими землями. Ця грамота стала першою письмовою згадкою про Винники.
Масово німецькі переселенці прибули до Винників у другій половині XVIII століття та засновували свої колонії. 1785 року у Винниках була заснована колонія Вайнберґена («Винна Гора»). Вона простягувалась уздовж широкої центральної вулиці (нині вул. Галицька). У колонії поряд проживали різні верстви населення: селяни, ремісники, робітники, чиновники, інтелігенція, місцеві підприємці.

## Будівлі та установи

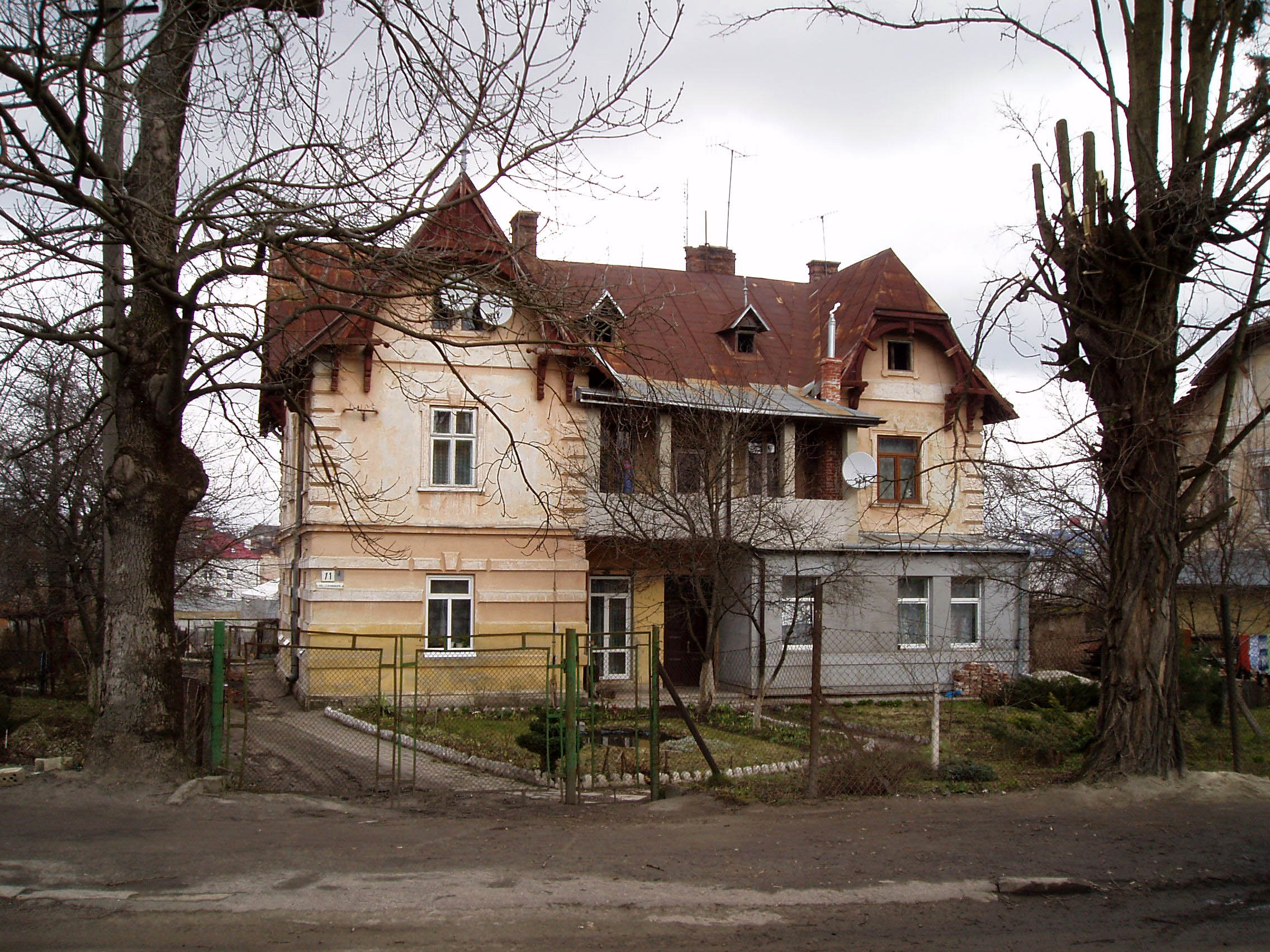
Будинок (вул. Галицька, 11)
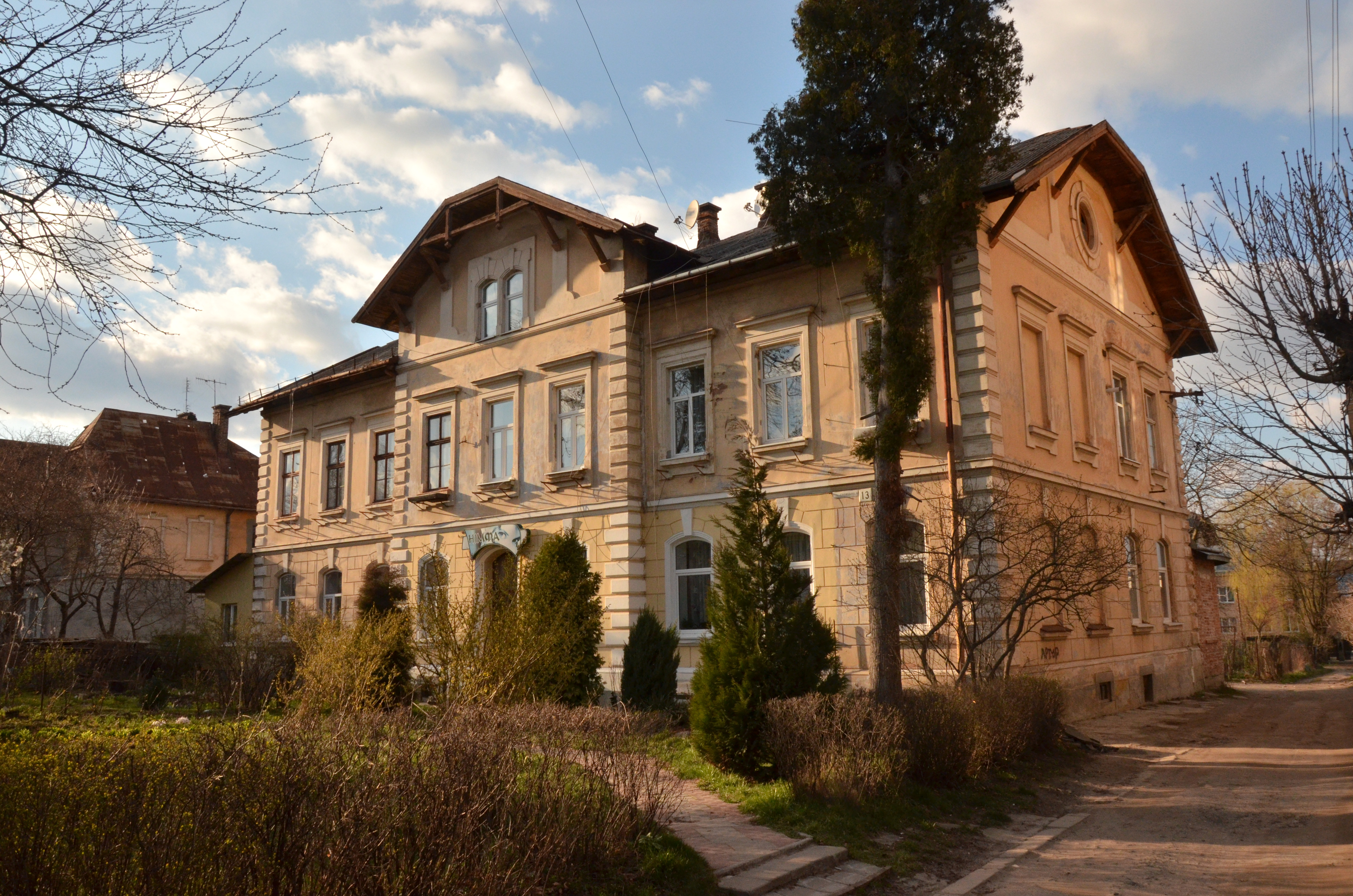
Будинок (вул. Галицька, 13)
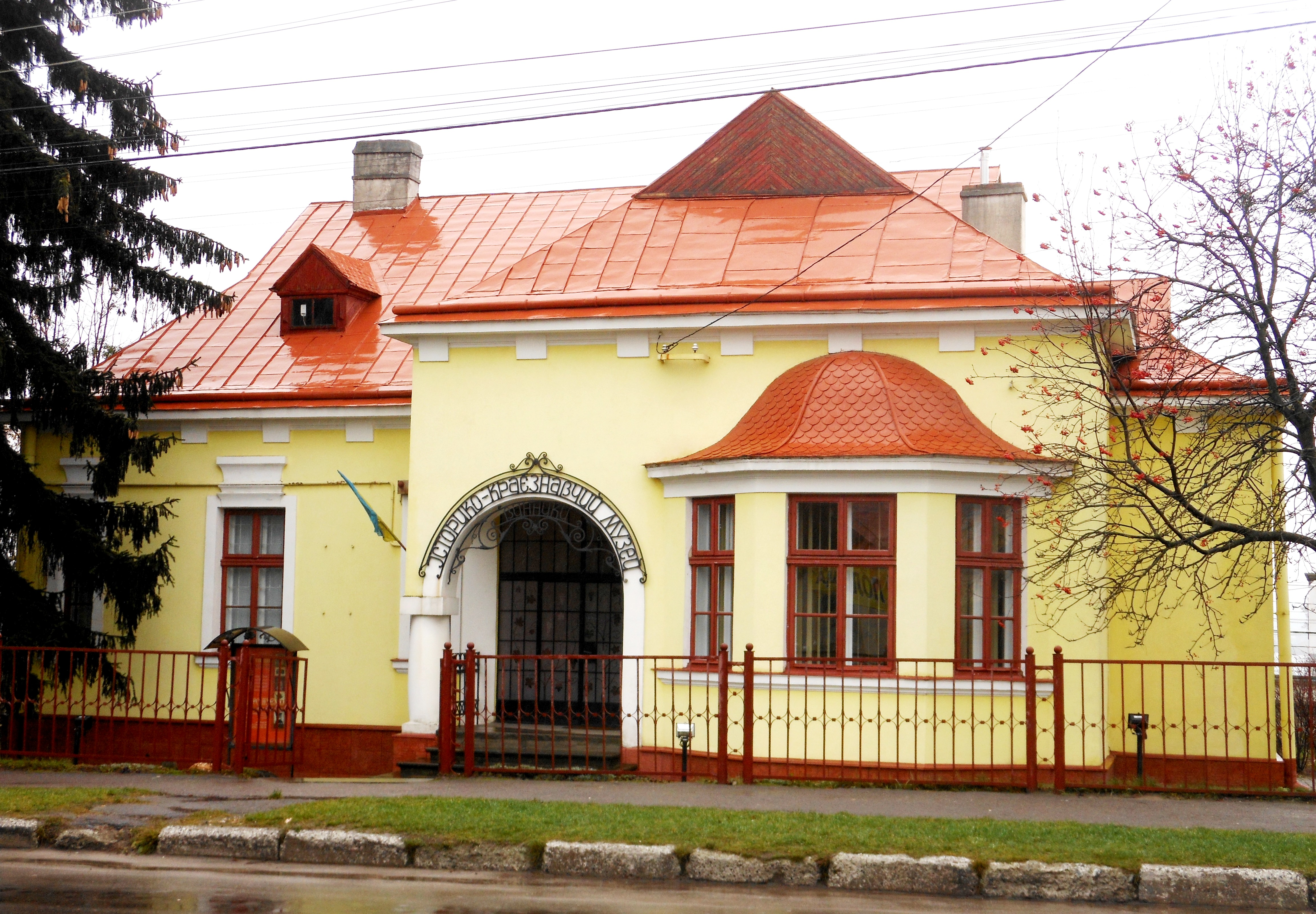
Історико-краєзнавчий музей міста Винники (вул. Галицька, 26)
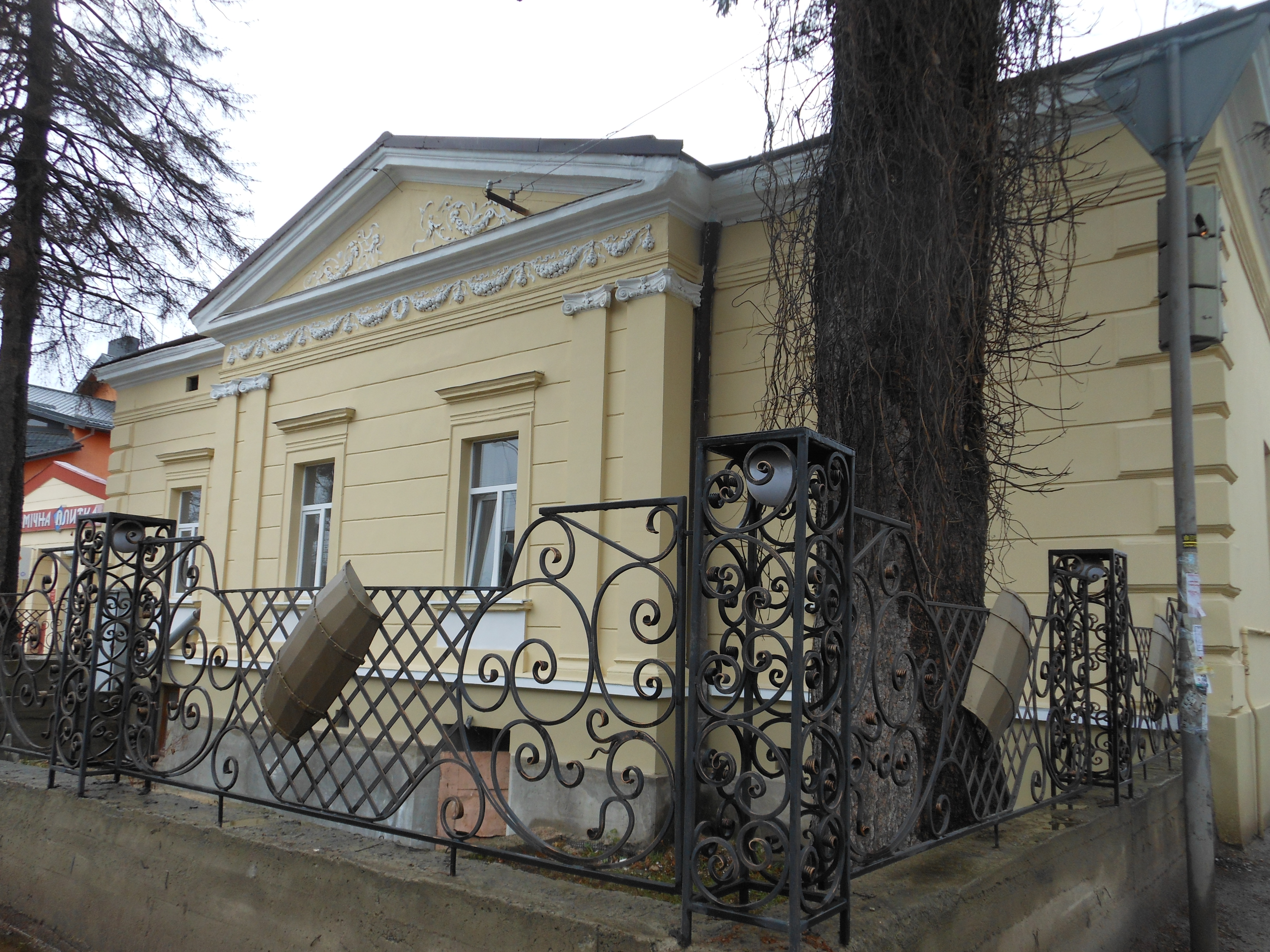
Бібліотека для дорослих (вул. Галицька, 49)

№ 7: МКП «Винниківське», КП «Меморіал».
№ 9: ВКП «Добробут», відділення поштового зв'язку АТ «Укрпошта».
№ 11: будинок, в якому мешкав Володимир Левицький, український письменник, літературний критик, громадський діяч. Пам'ятка архітектури місцевого значення.
№ 13: двоповерховий фабричний будинок, збудований наприкінці XIX століття. Тут за часів Австро-Угорщини, Польщі та в радянський період проживали родини керівників фабрики. Пам'ятка архітектури місцевого значення.
№ 15: 2-ге поліклінічне відділення комунальної 6-ї міської поліклініки Львова. Перша згадка про будівлю датована 1850 роком. У 1883 році власником цього будинку був Вольф Фрідріх. У міжвоєнний період будинок належав лікарю-поляку К. Становському, який провадив в ньому приватну медичну практику. У 1939 році в будинку розмістили райком комуністичної партії. В період німецької окупації в будинку знаходилася Міська рада Винник. Своє призначення будівля не змінила й по закінченню другої світової війни, тут до 1959 року містився Винниківський райвиконком. Після ліквідації Винниківського району у 1959 році в будинку відкрили поліклініку, що функціює тут донині.
№ 16-б: відділення АТ «КБ „ПриватБанк“».
№ 18: аптечна крамниця мережі аптек DS.
№ 20: Винниківська міська рада.
№ 24: КП «РГ „Винниківський Вісник“».
№ 24-а: філія № 10013/0314 АТ «Ощадбанк».
№ 26: Історико-краєзнавчий музей міста Винники.
№ 38: Українознавча загальноосвітня школа «Берегиня».
№ 49: Бібліотека-філія № 34 Центральної бібліотечної системи для дорослих м. Львова. Будівля бібліотеки збудована німцем Міллером.
№ 54: Львівська середня загальноосвітня школа № 47.
№ 61: Церква Різдва святого Івана Хрестителя, збудована німецькою громадою у 1933—1936 роках як лютеранська кірха. Головними натхненниками були винниківські німці Міллер Польді, Бредій Кароль, Гартман, Вольфи, Шнайдери, Майнці та інші. 4 січня 1998 року після освячення, вона стала парафіяльним храмом греко-католицької громади і одержала сучасну назву.
№ 84-а: Львівська дорожньо-експлуатаційна дільниця.
№ 88-а: Винниківська спеціальна санаторна школа-інтернат
- Будинок
(вул. Галицька, 11)
- Будинок
(вул. Галицька, 13)
- Історико-краєзнавчий музей міста Винники
(вул. Галицька, 26)
- Бібліотека для дорослих
(вул. Галицька, 49)

## Пам'ятники
- Пам'ятник Іванові Огієнку, видатному українському вченому, митрополиту, політичному, громадському і церковному діячу, мовознавцю, історику церкви, педагогу, дійсному члену Наукового Товариства імені Тараса Шевченка. Пам'ятник було відкрито у жовтні 2010 року при вулиці Галицькій, 57г, поблизу ресторану «Гетьман».
- Пам'ятний знак, на якому викарбувано: «Тут стояла хата, в якій у 1922—1924 рр. жив з родиною Іван Огієнко — великий син українського народу», встановлено у червні 1997 року поблизу пам'ятника Іванові Огієнку.
- Пам'ятник до 10-ліття Незалежності, встановлений у 2001 році при вул. Галицькій, 38. Є подарунком громаді міста від родини Маркевичів[5].
- Пам'ятник І. Франку розташований на вул. Галицькій, 54, поряд з СЗШ № 47.
- Фігура Матері Божої на розі вулиць Галицької та Шевченка. Скульптура створена видатним митцем Іваном Самотосом[6]. На бічних стінах від фігури мозаїка образів митрополитів Івана Огієнка та Андрея Шептицького. Автор портретних мозаїк Анатолій Слободян[7].

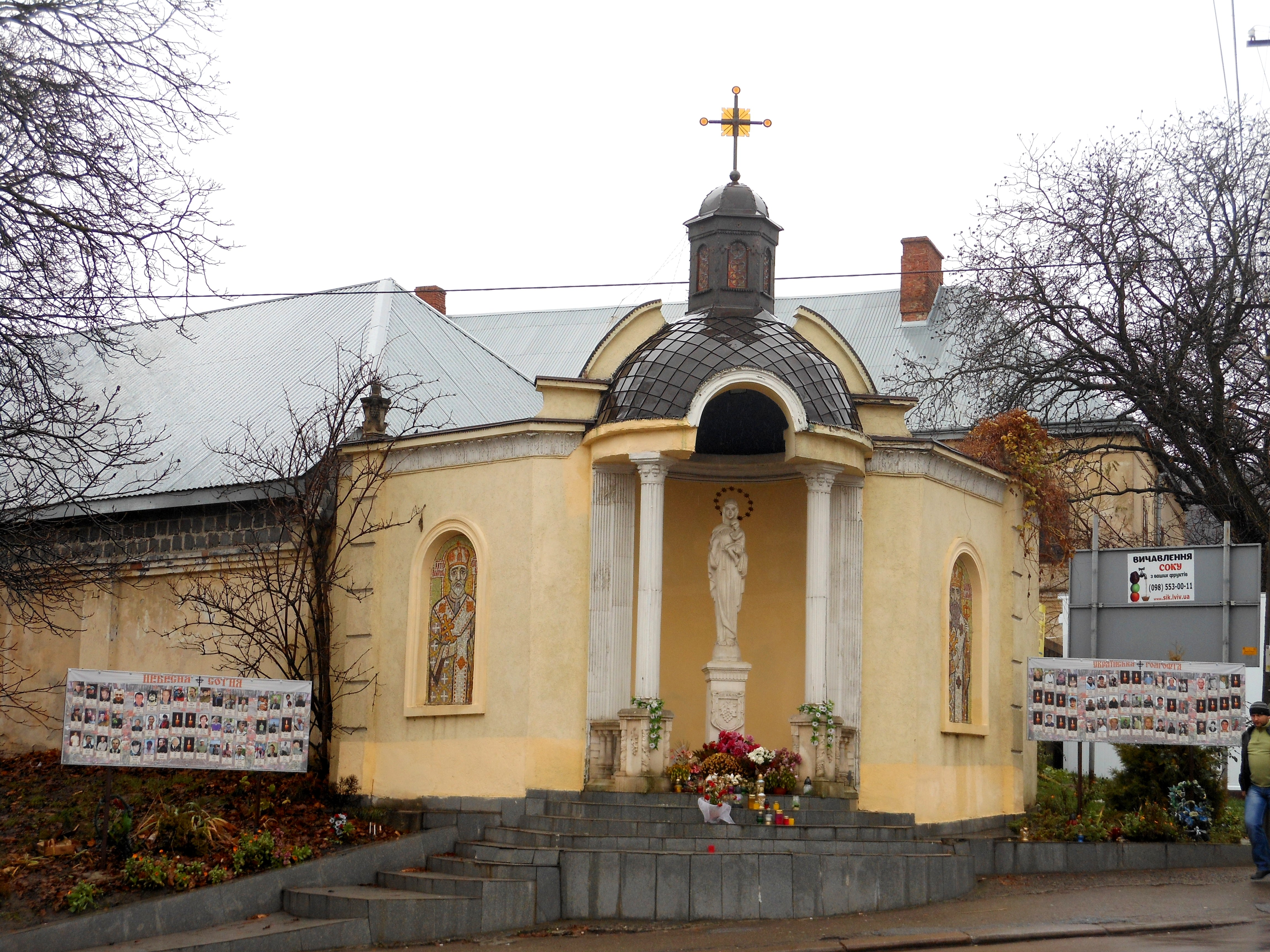
Фігура Божої Матері
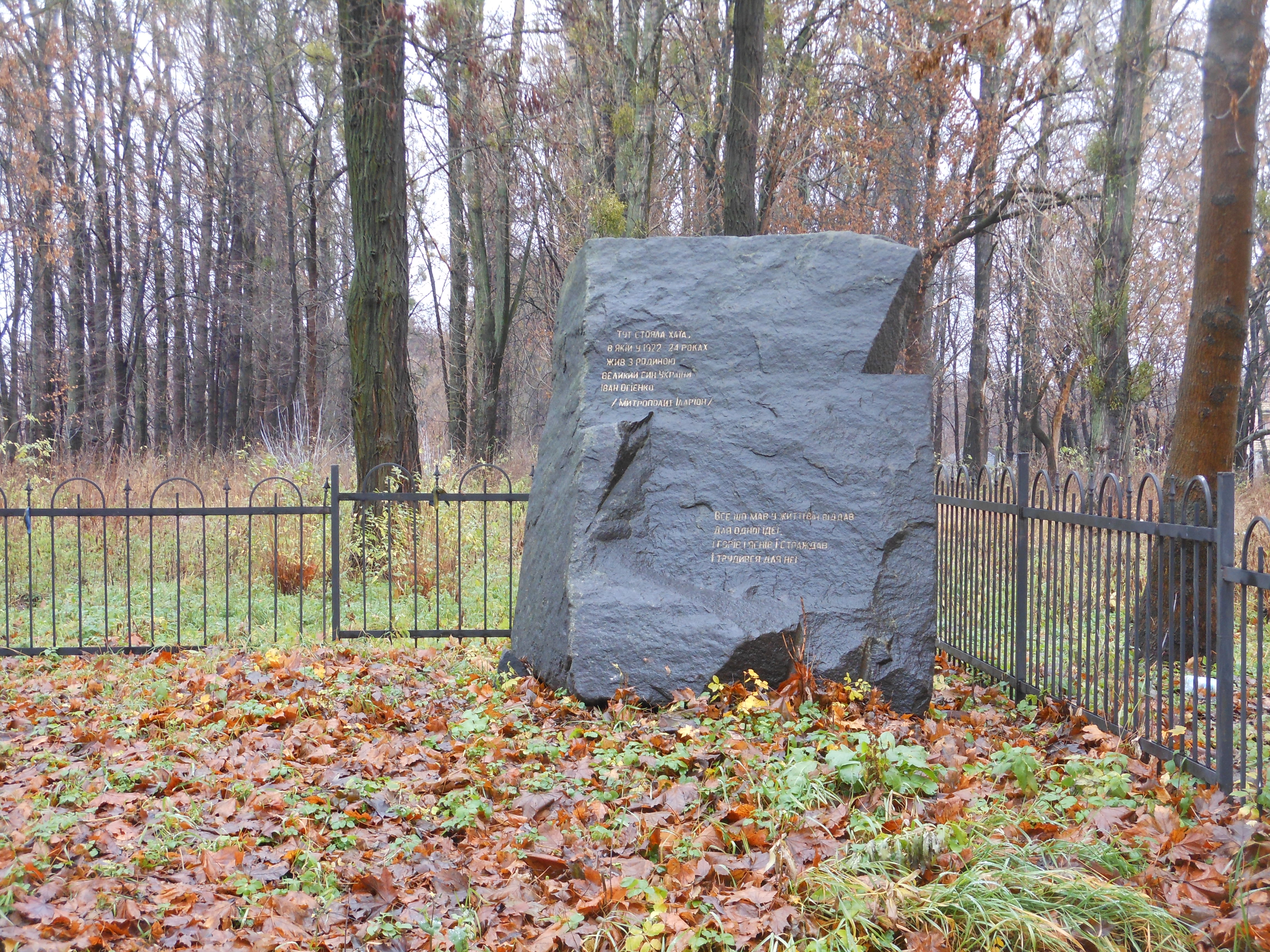
Пам'ятний знак на місці хати, де проживав І. Огієнко
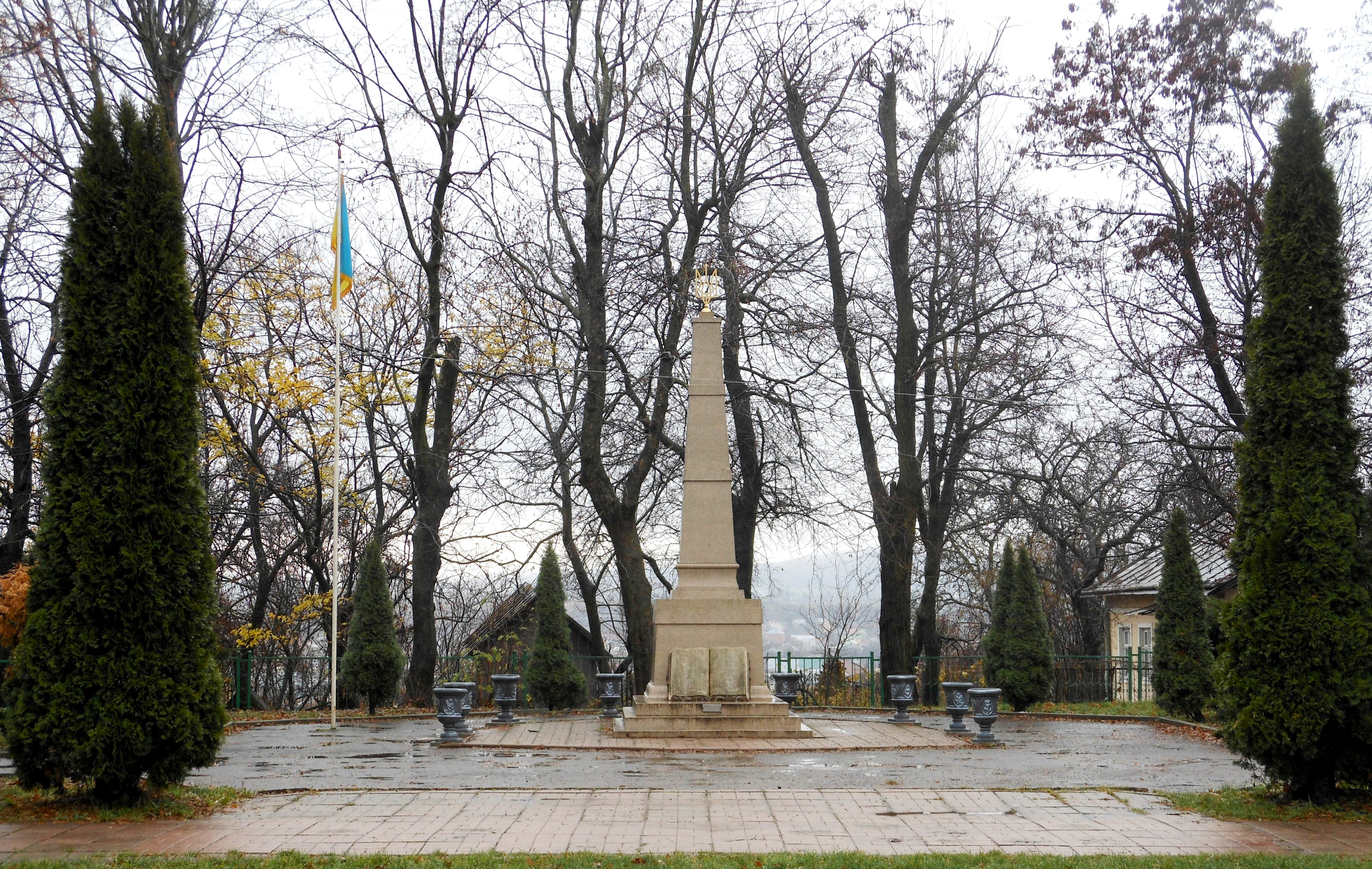
Пам'ятник до 10-ліття Незалежності
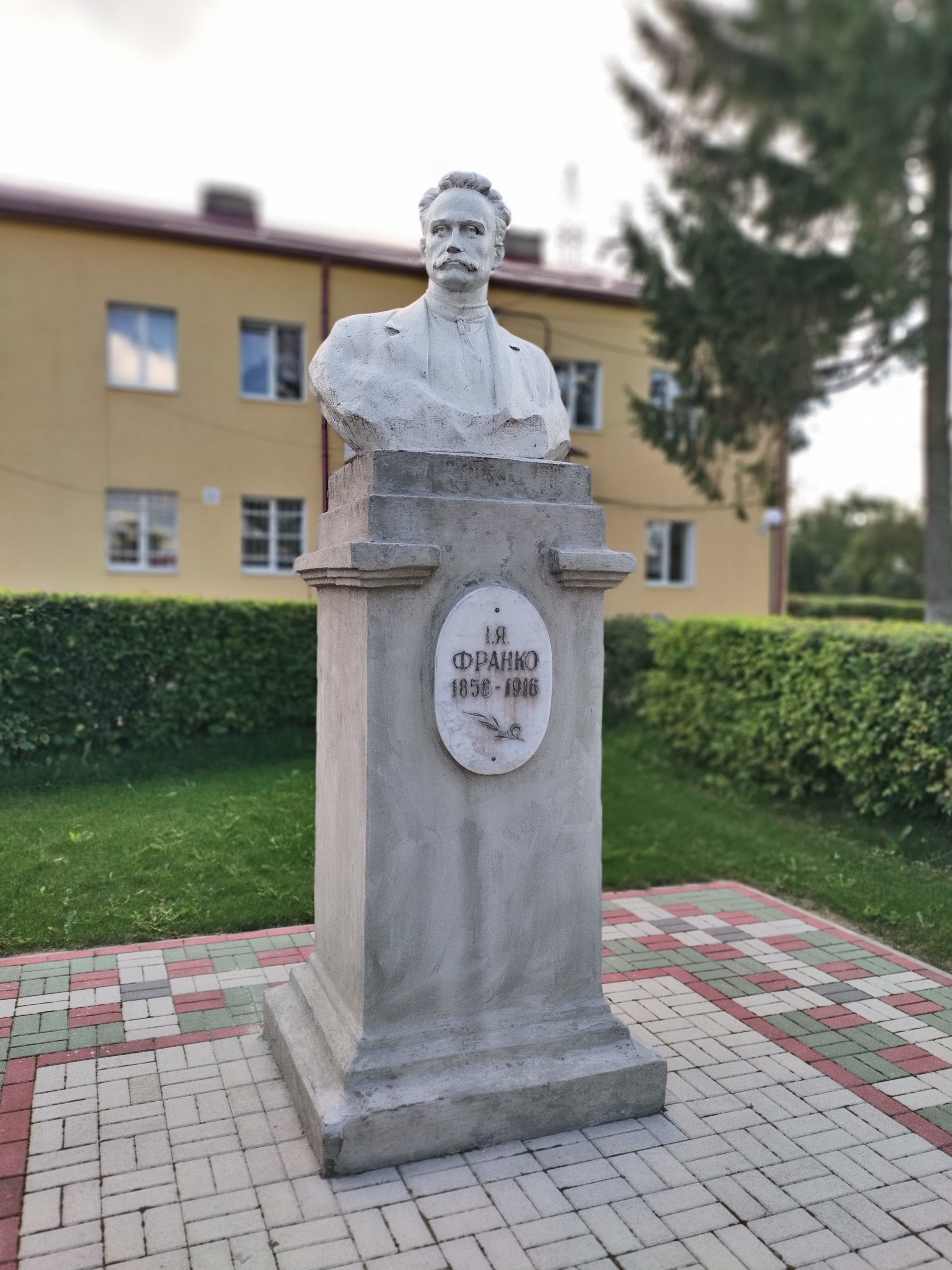
Погруддя Івану Франку

## Парки
Парк «Незалежності»

## Транспорт
Вулицею Галицькою курсує автобус № 5-А маршрут Львів — Винники до Кільцевої дороги та автобус № 40-А маршрут Львів — Винники до вул. Сахарова.